# استیو آرچیبالد
استیو آرچیبالد (انگلیسی: Steve Archibald؛ زادهٔ ۲۷ سپتامبر ۱۹۵۶) بازیکن و مربی فوتبال اهل اسکاتلند است.
از باشگاه‌هایی که در آن بازی کرده‌است می‌توان به باشگاه فوتبال سنت میرن، باشگاه فوتبال بلکبرن روورز، باشگاه فوتبال فولام، باشگاه فوتبال تاتنهام هاتسپر، باشگاه فوتبال بارسلونا بی، باشگاه فوتبال آبردین، باشگاه فوتبال ردینگ، باشگاه فوتبال بارسلونا، باشگاه فوتبال هیبرنین، و باشگاه فوتبال اسپانیول اشاره کرد.
وی همچنین در تیم‌های ملی فوتبال زیر ۲۱ سال اسکاتلند و اسکاتلند بازی کرده‌است.